# Coupe de la Ligue d'Algérie féminine de football 2016-2017
Navigation
Coupe de la Ligue 
2017-2018
La Coupe de la Ligue algérienne de football féminin 2016-2017 est la première édition de la Coupe de la Ligue d'Algérie de football. Cette compétition est ouverte à tous les clubs algériens de football féminin participants au Championnat d'Algérie de football féminin. L'ASE Alger Centre remporte la compétition en battant en finale, le club de l'AS Sûreté Nationale, rencontre qui s'est déroulée au Stade Ahmed Zabana d'Oran.

## Déroulement de la compétition

### Seizièmes de finale
| Équipe 1            | Score   | Équipe 2         | Aller | Retour |
| ------------------- | ------- | ---------------- | ----- | ------ |
| JF Khroub           | 10–2    | COTS Tiaret      | 4–0   | 6–2    |
| ESFOR Touggourt     | 3–3 (e) | AFW Oum Bouaghi  | 2–2   | 1–1    |
| FC Béjaïa           | 1–2     | AS Oran Centre   | 0–1   | 1–1    |
| ARTSF Tébessa       | 2–5     | MZ Biskra        | 2–2   | 0–3    |
| CF Akbou            | 1–7     | ASE Alger Centre | 1–5   | 0–2    |
| SF El Attaf         | 1–11    | AFAK Relizane    | 0–2   | 1–9    |
| AS Sûreté Nationale | 12–2    | AS Intissar Oran | 4–2   | 8–0    |
| FC Constantine      | Exempt  |                  |       |        |

### Quarts de finale
| Équipe 1            | Score   | Équipe 2         | Aller | Retour |
| ------------------- | ------- | ---------------- | ----- | ------ |
| JF Khroub           | 0–2     | ASE Alger Centre | 0–2   | 0–0    |
| AFW Oum Bouaghi     | 1–10    | MZ Biskra        | 1–4   | 0–6    |
| AS Oran Centre      | 0–11    | AFAK Relizane    | 0–4   | 0–7    |
| AS Sûreté Nationale | 1–1 (e) | FC Constantine   | 0–0   | 1–1    |

### Demi-finales
| Équipe 1            | Score   | Équipe 2      | Aller | Retour |
| ------------------- | ------- | ------------- | ----- | ------ |
| ASE Alger Centre    | 1–2     | MZ Biskra     | 1–0   | 1–1    |
| AS Sûreté Nationale | 2–2 (e) | AFAK Relizane | 1–0   | 1–2    |

### Finale
| Vainqueur        | Score               | Finaliste           | Lieu                     |
| ---------------- | ------------------- | ------------------- | ------------------------ |
| ASE Alger Centre | 1 – 1 (4 – 3) t.a.b | AS Sûreté Nationale | Stade Ahmed Zabana, Oran |